# Leonid Kolumbet
Leonid Fedorovitch Kolumbet (Леонид фёдорович Колумбєт), né le 14 octobre 1937 à Kiev (Ukraine, URSS) et mort le 2 mai 1983, est un coureur cycliste soviétique. Spécialiste de la piste, il participe aux Jeux olympiques en 1960 et en 1964.
Leonid Kolumbet était en 1960 moins connu que son frère, Nikolaï Kolumbet, également coureur cycliste, 2e de la Course de la Paix en 1956. Mais en 1960, membre de l'équipe soviétique pour la poursuite par équipes il conquiert la médaille de bronze sur la piste olympique de Rome. Militaire, sociétaire du Spartak de Kiev, taillé en athlète (1,78 mètre, pour 78 kg), il ajoute à son palmarès deux autres médailles de bronze, obtenues en 1962 lors du premier championnat du monde de la spécialité, puis en 1964.

## Palmarès
- 1960
  -  3e de la poursuite par équipes aux Jeux olympiques de Rome (avec Stanislav Moskvine, Viktor Romanov et Arnold Belgardt)
- 1962
  -  3e du championnat du monde de poursuite par équipes amateurs (avec Stanislav Moskvine, Viktor Romanov et Arnold Belgardt)
- 1964
  -  3e du championnat du monde de poursuite par équipes amateurs (avec Stanislav Moskvine, Arnold Belgardt et Sergeï Teretschenkov)
  - 5e de la poursuite par équipes aux Jeux olympiques de Tokyo (avec Stanislav Moskvine, Dzintars Lācis et Arnold Belgardt)